# ディーアドルフ
ディーアドルフ（独: Dierdorf）はドイツ連邦共和国 ラインラント＝プファルツ州ノイヴィート郡にある市。ヴェスターバルト山地にあり、ノイヴィートの北東約20km、コブレンツの北約20kmに位置する。
ディーアドルフ連合自治体 (独: Verbandsgemeinde Dierdorf) の行政庁所在地でもある。

## 姉妹都市
- ファウンテン・ヒルズ(Fountain Hills, Arizona)　（アメリカ合衆国）